# Airlift International

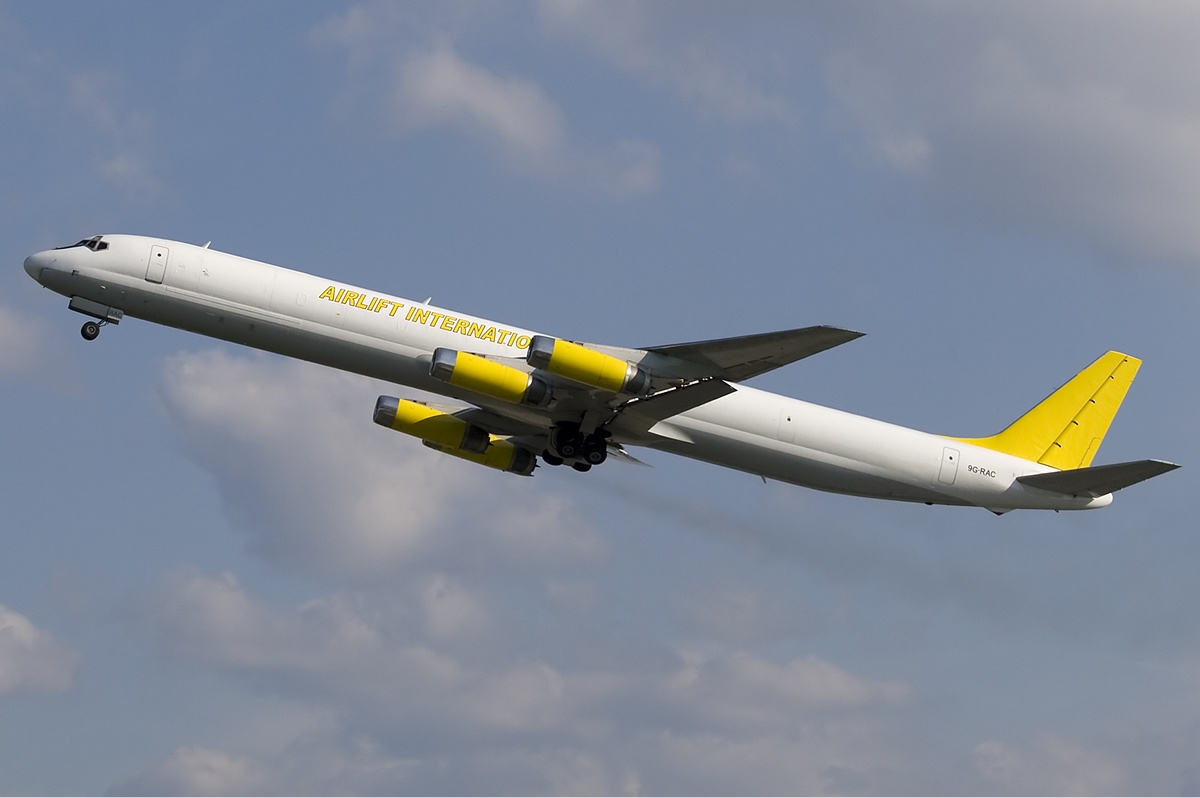
Transport aérien international Douglas DC-8-63PF(F)

Airlift International, Inc est une entreprise de transport aérien américaine disparue.

## Riddle Airlines
C'est en 1945 que J. Paul Riddle, président de J.P. Riddle Company, décida de la création d'une compagnie aérienne cargo. Les opérations de Riddle Airlines débutèrent en 1946 avec des vols charter sur Curtiss C-46 Commando entre les États-Unis et Porto Rico. Les premiers vols réguliers furent exploités à partir du 26 janvier 1956.
La modernisation de la flotte débuta en 1961 avec la mise en service des DC-7 et de 7 Armstrong Whitworth Argosy.
En novembre 1963 Riddle Airlines fut réorganisée et rebaptisée Airlift International.

## Airlift International
Exploitant un réseau régulier passagers et cargo reliant les États-Unis, Porto Rico et Saint Thomas, Airlift International a aussi été un important sous-traitant pour le département de la Défense des États-Unis. Le remplacement des avions équipés de moteurs à piston par des jets a débuté en 1964 avec la mise en service de deux DC-8F-54.
Airlift International a absorbé Slick Airways en 1968. Dix ans plus tard elle disposait d'une flotte de huit DC-8 Cargo et un Boeing 727 pour les vols passagers sur les Caraïbes.
Airlift International a cessé ses opérations en 1991.

## Flotte

### Riddle Airlines
- Curtiss C-46 Commando : 49 appareils exploités à partir de 1946. Les derniers ne furent retirés qu'en 1963.
- Douglas DC-4 : 6 C-54, 1 R5D-1 et un DC-4-1009 exploité entre 1955 et 1962.
- Douglas DC-6 : 2 appareils utilisés en 1956/57.
- Douglas DC-7 : 11 DC-6C (dont 2 rachetés à Swissair et 5 à Scandinavian Airlines System, convertis en cargo, furent mis en service en 1961.
- Armstrong Whitworth AW-550 Argosy : 7 appareils achetés en 1960.
- Douglas DC-8 : 2 DC-8F-54 furent achetés en 1963, le second étant livré directement à Airlift International.

### Airlift International
- Curtiss C-46 Commando : 21 appareils provenant de Riddle Airlines. Les deux derniers exemplaires ne furent retirés qu'en 1968 et 1971.
- Douglas DC-7 : 25 appareils, dont 11 provenant de Riddle Airlines. Les deux derniers furent retirés en 1970.
- Lockheed L-1049H Super Constellation : 7 appareils mis en service en 1966, dont 3 provenant de Slick Airways. Ce type d'appareil fut réformé dès 191967.
- Fairchild F-27 Friendship : 10 appareils exploités entre 1988 et 1992 sur le réseau des Caraïbes.
- Canadair CL-44 : 4 appareils provenant de Slick Airways, loués puis revendus entre 1968 et 1973.
- Boeing 727 : 4 Boeing 727-172C exploités entre 1967 et 1973.
- Boeing 707 : 4 Appareils exploités entre 1967 et 1971.
- Douglas DC-8 : 15 exemplaires exploités à partir de 1964.